# Алія (Іспанія)
Алія (ісп. Alía) — муніципалітет в Іспанії, у складі автономної спільноти Естремадура, у провінції Касерес. Населення — 998 осіб (2010).
Муніципалітет розташований на відстані близько 170 км на південний захід від Мадрида, 100 км на схід від Касереса.
На території муніципалітету розташовані такі населені пункти: (дані про населення за 2010 рік)
- Алія: 841 особа
- Ла-Калера: 84 особи
- Гуадіса: 0 осіб
- Пантано-де-Сіхара: 65 осіб
- Пуерто-дель-Рей: 8 осіб

## Демографія
Динаміка населення (INE ):